# Otfried Höffe

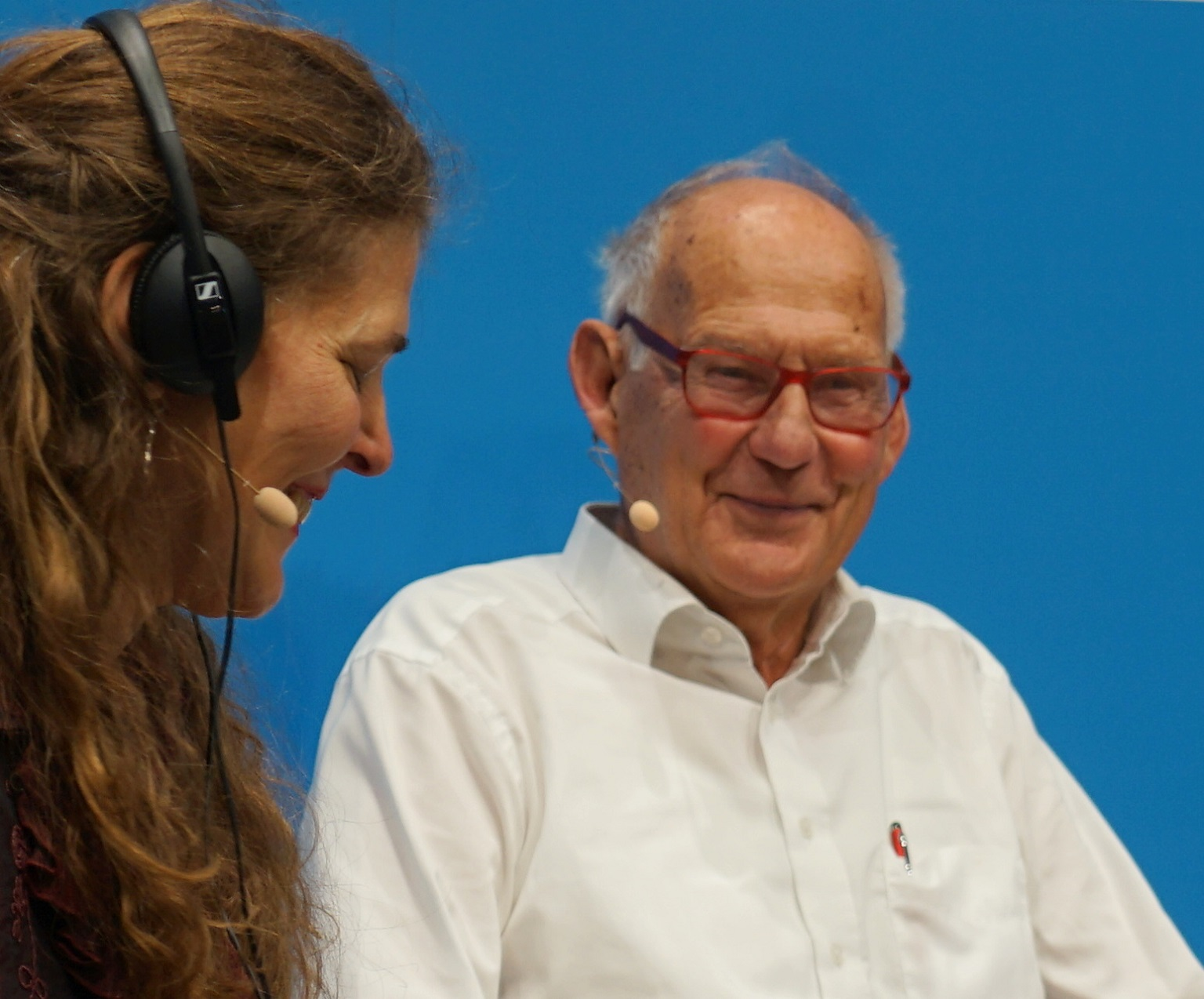
Otfried Höffe (2022)

Otfried Höffe (* 12. September 1943 in Leobschütz [heute: Głubczyce, Polen], Oberschlesien) ist ein deutscher Philosoph, der insbesondere mit seinen Arbeiten zur Ethik, zu Aristoteles und zu Immanuel Kant bekannt geworden ist.

## Leben
Höffe studierte von 1964 bis 1970 Philosophie, Geschichte, Theologie und Soziologie in Münster, Tübingen, Saarbrücken und München. In seiner Dissertation von 1971 (Praktische Philosophie: Das Modell des Aristoteles) zeigte er, dass der Begriff des Strebens für die Ethik des Aristoteles grundlegend ist. In den Jahren 1970 und 1971 war er Visiting Scholar der Columbia University. 1974 habilitierte er sich in München mit der Arbeit Strategien der Humanität. Zur Ethik öffentlicher Entscheidungsprozesse.
1976 wurde er ordentlicher Professor für Philosophie an der Universität Duisburg. Von 1978 bis 1992 war er Lehrstuhlinhaber für Ethik und Sozialphilosophie sowie Direktor des Internationalen Instituts für Sozialphilosophie und Politik in Fribourg. Zugleich hatte er von 1978 bis 1990 einen Lehrauftrag für Rechtsphilosophie an der juristischen Fakultät der Universität Fribourg. Mit einem Lehrauftrag für Sozialethik unterrichtete er von 1986 bis 1998 an der ETH Zürich. Von 1992 bis zu seiner Pensionierung im September 2011 las er als Professor für Philosophie an der Universität Tübingen, wo er 1994 die Forschungsstelle für Politische Philosophie gründete und kooptiertes Mitglied der juristischen Fakultät wurde. Im Jahre 2002 erhielt er den Bayerischen Literaturpreis (Karl-Vossler-Preis) für wissenschaftliche Darstellungen von literarischem Rang und ist seit demselben Jahr auch ständiger Gastprofessor für Rechtsphilosophie an der Universität St. Gallen.
Höffe ist Verfasser zahlreicher Bücher vor allem über Ethik, Rechts-, Staats- und Wirtschaftsphilosophie sowie Kant und Aristoteles und ist Ordentliches Mitglied der Heidelberger Akademie der Wissenschaften sowie Mitglied in der Nationalen Akademie der Wissenschaften Leopoldina. Sein Buch über Politische Gerechtigkeit wurde in zehn Sprachen übersetzt. Höffe hat sich intensiv mit John Rawls auseinandergesetzt, dessen Gerechtigkeitstheorie er ab den 1970er Jahren in Deutschland bekannt machte. Von 1. Juni 2009 bis Ende 2015 war er Präsident der Nationalen Ethikkommission im Bereich der Humanmedizin der Schweiz.
Im Juli 2010 sagte Höffe seine Teilnahme an dem von der UNESCO an die Islamische Republik Iran vergebenen Welttag der Philosophie ab, weil nach der Vergabe des Vorsitzes an Haddad-Adel zu befürchten gewesen sei, dass die für November in Teheran geplante Veranstaltung zu einer „Propagandaveranstaltung“ von Staatspräsident Mahmud Ahmadineschad werde.
2011 und 2012 war Höffe Honorary Fellow am Historischen Kolleg in München, wo er zu Machiavellis Il Principe und der kosmopolitischen Geschichtsphilosophie bei Kant forschte. Höffe ist als Honorary Professor und Senior Expert an der Hust-University sowie als Honorary Professor und Teil des Ordinariats an der Tsinghua-Universität tätig.
Von April 2020 bis zu seiner Auflösung im Juni 2021 war Höffe Mitglied des von Ministerpräsident Armin Laschet einberufenen 12-köpfigen „Expertenrats Corona“. Das Gremium aus zwölf renommierten Experten aus unterschiedlichen Disziplinen sollte gemeinsam mit der Landesregierung von Nordrhein-Westfalen Strategien für die Zeit nach der Corona-Krise erarbeiten.

## Veröffentlichungen

### Monografien
- Sittlich-politische Diskurse: Philosophische Grundlagen, Politische Ethik, Biomedizinische Ethik. 1. Auflage. Suhrkamp, Frankfurt 1981, ISBN 3-518-07980-8.
- Praktische Philosophie, das Modell des Aristoteles. 3. Auflage. Akademie-Verlag, Berlin 2008, ISBN 978-3-05-004395-1.
- Den Staat braucht selbst ein Volk von Teufeln: philosophische Versuche zur Rechts- und Staatsethik. Reclam, Stuttgart 1988, ISBN 3-15-008507-1.
- Politische Gerechtigkeit: Grundlegung einer kritischen Philosophie von Recht und Staat. 4. Auflage. Suhrkamp, 2003, ISBN 3-518-28400-2.
- Kategorische Rechtsprinzipien: ein Kontrapunkt der Moderne. Suhrkamp, Frankfurt 1995, ISBN 3-518-28770-2.
- Moral als Preis der Moderne: ein Versuch über Wissenschaft, Technik und Umwelt. 4. Auflage. Suhrkamp, Frankfurt 2000, ISBN 3-518-28646-3.
- Vernunft und Recht: Bausteine zu einem interkulturellen Rechtsdiskurs. 2. Auflage. Suhrkamp, Frankfurt 1998, ISBN 3-518-28870-9.
- Gibt es ein interkulturelles Strafrecht? Ein philosophischer Versuch. Suhrkamp, Frankfurt 1999, ISBN 3-518-28996-9.
- Demokratie im Zeitalter der Globalisierung. C. H. Beck, München 2001, ISBN 3-406-47599-X.
- „Königliche Völker“: zu Kants kosmopolitischer Rechts- und Friedenstheorie. Suhrkamp, Frankfurt 2001, ISBN 3-518-29119-X.
- Medizin ohne Ethik? 2. Auflage. Suhrkamp, Frankfurt 2003, ISBN 3-518-12245-2.
- Gerechtigkeit. Eine philosophische Einführung. 4. durchgesehene Auflage. C. H. Beck, München 2010, ISBN 978-3-406-44768-6
- Kleine Geschichte der Philosophie. C. H. Beck, München 2001, 2. Auflage 2008, ISBN 978-3-406-57385-9. [Rezension: Ursula Pia Jauch in NZZ, 31. Januar 2002]
- Kants Kritik der reinen Vernunft. Die Grundlegung der modernen Philosophie. 2. Auflage. C. H. Beck, München 2003, ISBN 3-406-50919-3.
- Wirtschaftsbürger, Staatsbürger, Weltbürger. Politische Ethik im Zeitalter der Globalisierung. C. H. Beck, München 2004, ISBN 3-406-52208-4.
- Aristoteles. 4., überarbeitete Auflage. Beck’sche Reihe Denker, München 2014, ISBN 3-406-54125-9.
- Immanuel Kant. 7., überarbeitete Auflage. Beck’sche Reihe Denker, München 2007, ISBN 978-3-406-54762-1.
- Lebenskunst und Moral oder macht Tugend glücklich? C. H. Beck, München 2007, ISBN 978-3-406-55745-3.
- Ist die Demokratie zukunftsfähig? Über moderne Politik. C. H. Beck, München 2009, ISBN 978-3-406-58717-7.
- Thomas Hobbes. C. H. Beck Verlag, München 2010, ISBN 978-3-406-60021-0.
- Kants Kritik der praktischen Vernunft: Eine Philosophie der Freiheit. C. H. Beck, München 2012, ISBN 978-3-406-63934-0
- Ethik. Eine Einführung. C. H. Beck Verlag, München 2013, ISBN 978-3-406-64630-0.
- Die Macht der Moral im 21. Jahrhundert. C. H. Beck Verlag, München 2014, ISBN 978-3-406-66001-6.
- Kritik der Freiheit: Das Grundproblem der Moderne. C. H. Beck Verlag, München 2015, ISBN 978-3-406-67503-4.
- Geschichte des politischen Denkens. Zwölf Porträts und acht Miniaturen, C.H. Beck Verlag, München 2016, ISBN 978-3-406-69714-2.
- Die hohe Kunst des Alterns. Kleine Philosophie des guten Lebens. C. H. Beck, München 2018, ISBN 978-3-406-72747-4.[10]
- Für ein Europa der Bürger! Klöpfer.Narr, Tübingen 2020, ISBN 978-3-7496-1021-1 (Neuauflage: Verlag Karl Alber, Freiburg 2023, ISBN 978-3-495-99872-4).
- Gerechtigkeit denken. John Rawls’ epochales Werk der politischen Philosophie. Verlag Karl Alber, Freiburg 2021, ISBN 978-3-495-49204-8.
- Was hält die Gesellschaft noch zusammen?. Alfred Kröner Verlag, Stuttgart 2021, ISBN 978-3-520-90009-8.
- Ist Gott demokratisch? Zum Verhältnis von Demokratie und Religion. Hirzel, Stuttgart 2022, ISBN 978-3-7776-3078-6.
- Die hohe Kunst des Verzichts. Kleine Philosophie der Selbstbeschränkung. C. H. Beck, München 2023, ISBN 978-3-406-80746-6.
- Der Weltbürger aus Königsberg. Immanuel Kant heute. Person und Werk. Marix Verlag, Wiesbaden 2023, ISBN 978-3-7374-1221-6.

### Herausgeberschaften
- Aristoteles-Lexikon (= Kröners Taschenausgabe. Band 459). Kröner, Stuttgart 2005, ISBN 3-520-45901-9.
- Lexikon der Ethik. 7. Auflage. C. H. Beck, München 2008, ISBN 978-3-406-56810-7
- Einführung in die utilitaristische Ethik: klassische und zeitgenössische Texte. 5. Auflage. Francke (UTB), Tübingen 2013, ISBN 978-3-8252-3985-5
- Grundlegung zur Metaphysik der Sitten. Ein kooperativer Kommentar. 3. Auflage. Klostermann, Frankfurt 2000, ISBN 978-3-465-03057-7
- Immanuel Kant, Kritik der praktischen Vernunft (kooperativer Kommentar). Akademie Verlag, Berlin 2002, ISBN 3-05-003576-5
- Immanuel Kant, zum ewigen Frieden (kooperativer Kommentar). 2. Auflage. Akademie Verlag, Berlin 2004, ISBN 3-05-004084-X
- John Rawls, Eine Theorie der Gerechtigkeit (kooperativer Kommentar), Akademie Verlag, Berlin, 2. Aufl. 2006, ISBN 978-3-05-004267-1
- Aristoteles: Die Hauptwerke: Ein Lesebuch, Francke, Tübingen 2009, ISBN 978-3-7720-8314-3
- Immanuel Kant: Die Religion innerhalb der Grenzen der bloßen Vernunft (kooperativer Kommentar), Akademie Verlag, Berlin 2010, ISBN 978-3-05-004682-2
- Immanuel Kant: Schriften zur Geschichtsphilosophie (kooperativer Kommentar), Akademie Verlag, Berlin 2012, ISBN 978-3-05-004683-9
- Politische Utopien der Neuzeit. de Gruyter, Berlin 2016, ISBN 978-3-11-045868-8

### Essays
- Der wissenschaftliche Tierversuch: bioethische Überlegungen. In: Schweizerische Ärztezeitung. Band Nr. 63. 1982, S. 1001–1010.
- Subsidiarität als Gesellschafts- und Staatsprinzip. In: Swiss Political Science Review 3, 1997, doi:10.1002/j.1662-6370.1997.tb00222.x (PDF; 195 kB).
- Der Kampf der Kulturen kann ausfallen. Die moderne Zivilisation ist multireligiös verträglich und enthält eine große allgemeinmenschliche Kraft. In: Frankfurter Allgemeine Sonntagszeitung. 14. Oktober 2001.
- Gerechtigkeit als Tausch. Zur Begründung von Recht und Staat. (PDF; 92 kB) Festvortrag zur Eröffnung der Rechtswissenschaftlichen Fakultät der Universität Luzern, 22. Oktober 2001.
- Daten- und Persönlichkeitsschutz im Zeitalter der Globalisierung. (PDF; 68 kB) Freundesgabe Büllesbach 2002.
- Wie aber trägst du’s? Was das Kopftuch symbolisieren kann. In: FAZ, 29. März 2004.
- Soziale Gerechtigkeit. Über die Bedingungen realer Freiheit. (Memento vom 10. März 2007 im Internet Archive) In: NZZ, 4. Juni 2005.
- Liberale Demokratie, Kulturen und Religionen. (PDF; 172 kB) Vortrag 13.–14. Juni 2005.
- Ungleichheit – Ungerechtigkeit. (PDF; 3 MB) Aus Politik und Zeitgeschichte, 37/2005, mit Aufsätzen von Otfried Höffe, Paul Nolte, Rainer Forst.
- Vom Nutzen des Nutzlosen. Zur Bedeutung der Philosophie im Zeitalter der Ökonomisierung. In: Deutsche Zeitschrift für Philosophie. 53 (2005), H. 5, S. 667–678.
- Europa ist nicht mit der Europäischen Union identisch. In: NZZ, 23. Januar 2006.
- Maximal oder optimal. Zur Ethik der Hochleistungsmedizin. (PDF; 42 kB) Vortrag am 10. Mai 2006.
- Buch und Autor: rechtsphilosophische und rechtspolitische Überlegungen. (PDF; 28 kB) Vortrag zum 60-jährigen Jubiläum des Akademie-Verlags am 11. Oktober 2006.
- Das übertreibende Denken. Hannah Arendts Hauptwerk: eine kritische Würdigung. In: Die Welt, 14. Oktober 2006.
- Kant ist kein Frankfurter. In: Die Zeit, Nr. 45/2007.
- Keine Einbahnstraße. In: Die Welt. 10. November 2007.
- Hin zum Weltbürgerrecht. In: Die Welt, 5. April 2008.
- Macht Tugend glücklich? Über Lebenskunst und Moral. (PDF; 130 kB) e-Journal Philosophie der Psychologie.
- Früher war alles besser. In: Die Welt, 13. September 2008.
- Zur Theorie der Kommunikation: Wahrheit und Gerechtigkeit durch Konsens finden? (PDF; 446 kB) Rede vor der Novartisstiftung am 5. Dezember 2008.
- Verdienen die Manager, was sie verdienen? Ein philosophischer Blick auf Spitzenlöhne. In: NZZ, 22. April 2009.
- Helfen zum Tod, Hilfe im Sterben. In: FAZ, 5. Juni 2010, S. 8.
- Souverän ist, wer über Verstand verfügt, FAZ 10. August 2012
- Demokratie von unten: Europa als Bürgerrepublik – Statt der Utopie Vereinigter Staaten von Europa ist lediglich eine Vision vertretbar, die auf Subsidiarität setzt und Europa über die Unionsgrenzen hinaus anerkennt. Gastkommentar, NZZ 4. September 2017

### Interviews
- Fluch der Freiheit, Neue Zürcher Zeitung, 23. Mai 2016
- Interview: Wie aktuell ist Kants Moralphilosophie? (PDF; 22 kB) ethic@, Florianópolis, v.3, n.2, Dez 2004, S. 99–103.
- Interview: Moral kann man lernen. fluter. Magazin der Bundeszentrale für politische Bildung, 19. Dezember 2005
- Heilsam? – Verzicht üben. Otfried Höffe im Philosophischen Radio auf WDR 5, 18. Januar 2021